# ۱۱۰۵ (میلادی)
۱۱۰۵ (میلادی) هزار و صد و پنجمین سال تقویم میلادی است.

## زادگان
- الکساندر سوم

## درگذشتگان
‎